# Зграда у Карађорђевој бр. 37
Зграда у Карађорђевој бр. 37 је подигнута половином 19. века у Шапцу. Била је у власништву породице Куртовић. Здање је у марту 1950. године, под Управом народних добара стављено под заштиту државе Србије. У образложењу овог решења се наводи значај који носи архитектура објекта у Карађорђевој 37, карактеристична за тај период.